# Amanda Ooms
Amanda Francisca Ooms (født 5. september 1964 i Kalmar) er en svensk skuespillerinde. Hendes filmroller inkluderer blandt andet Brødrene Mozart (1986), Fear X (2003), Det som ingen ved (2008) og Maria Larssons evige øjeblik (2008).
Ooms har tre gange været nomineret til en Guldbagge i henholdsvis 2006, 2007 og 2009.

## Privatliv
Fra begyndelsen af 1980'erne havde Amanda Ooms i flere år et forhold til sangeren Joakim Thåström. Parret blev genforenet meget senere og har boet sammen siden 2010.
I en periode boede Ooms sammen med fotograf Jan Henrik Engström, som er far til hendes tvillinger. Hun har også datet komponisten Blixa Bargeld og skuespilleren Thorsten Flinck.

## Udvalgt filmografi
- Brødrene Mozart (1986)
- Hotel St. Pauli (1988)
- Pigerne på taget (1989)
- Buster's Bedroom (1990)
- Ginevra (1992)
- The Young Indiana Jones Chronicles (tv-serie, 1992)
- Chainsmoker (kortfilm, 1998)
- Recycled (2000)
- Så hvid som sne (2001)
- Fear X (2003)
- Wallander (tv-serie, 2005)
- Harrys døtre (2006)
- Sök (2006)
- Isprincessen (tv-film, 2007)
- Det som ingen ved (2008)
- Maria Larssons evige øjeblik (2008)
- Det hvide guld (kortfilm, 2009)
- Himlen är oskyldigt blå (2010)
- The Expendables 2 (2012)
- Victoria (2013)
- Fjällbacka-mordene - Tyskerungen (2013)
- Disciple (2013)
- Tommy (2014)
- Velkommen til Ängelby (tv-serie, 2015)
- Gentlemen & Gangsters (tv-serie, 2016)
- Den døende detektiv (tv-serie, 2018)
- Maria Wern (tv-serie, 2018)
- Springfloden (tv-serie, 2018)
- Fredsmægleren (tv-serie, 2020)